# Valeriana dubia
Valeriana dubia là một loài thực vật có hoa trong họ Kim ngân. Loài này được Bunge miêu tả khoa học đầu tiên năm 1829.